# Give (plaats)
Give is een plaats in de Deense regio Zuid-Denemarken. Give maakt sinds 2007 deel uit van de gemeente Vejle. De plaats telt 4375 inwoners (2008).

## Voormalige gemeente
Tot 2007 was Give een zelfstandige gemeente. De oppervlakte bedroeg 403,1 km². De gemeente telde 14.090 inwoners. Bij de herindeling van 2007 werd de gemeente bij  Vejle gevoegd

## Geboren
- Ole Fritsen (1941), voetballer en trainer

- Virtual International Authority File: 134676350